# اکالکات تالوکا
اکالکات تالوکا (به انگلیسی: Akkalkot Taluka) یک منطقهٔ مسکونی در هند است که در مهاراشترا واقع شده‌است.

## خصوصیات
اکالکات تالوکا ۱٬۳۹۰٫۳ کیلومترمربع مساحت و ۲۹۰٬۰۳۷ نفر جمعیت دارد.